# 十月革命

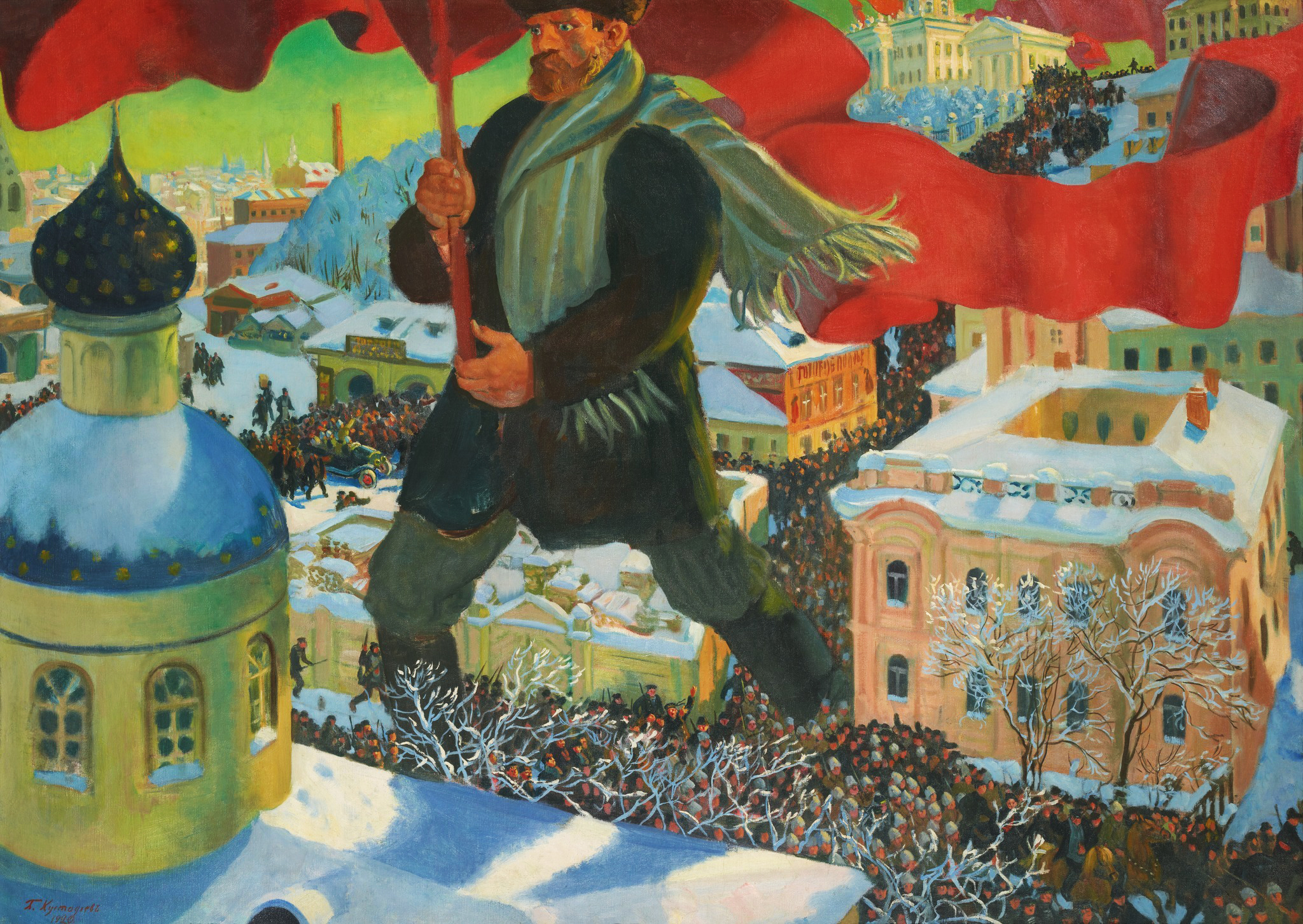
《布尔什维克》（1920），库斯妥迪耶夫所绘。

十月革命（俄語：Октя́брьская револю́ция），全称伟大的十月社会主义革命（Вели́кая Октя́брьская Социалисти́ческая Революция），反对者称之为十月政變，是1917年俄國革命中推翻俄罗斯帝国的二月革命後的第二次革命，再次推翻以克伦斯基为领导的俄国临时政府。由于革命发生于公历1917年11月7日（俄曆10月25日），也可以称为十一月革命、红色十月、布尔什维克革命。
1917年3月2日，彼得格勒苏维埃不顾少数布尔什维克的抗议，正式将国家权力移交给临时政府。为了协调彼得格勒苏维埃和临时政府的活动，成立了彼得格勒苏维埃执行委员会、联络委员会，该委员会一直存在到四月危机。委员会与政府在同一大楼内举行会议，临时政府满足了委员会许多要求。這為1917年2月至7月初間，在國家內逐步形成雙重權力和革命和平發展奠定了基礎。进入十月，当布尔什维克党内还在就起义时机进行争论的时候，彼得格勒苏维埃及其军事革命委员会已经开始具体组织起义。预备会议建议临时政府立即宣布激进的“土地和和平”纲领，但遭到拒绝，军事革命委员会旋即自10月21日起开展行动，25日下午的彼得格勒苏维埃特别会议上，军事委员会宣布临时政府已被推翻。当天夜里举行的全俄苏维埃第二次代表大会苏维埃，标志着苏维埃政权的建立，也意味着俄罗斯新时代的开端。以旧贵族和资本家为主的保皇党又开始支持尼古拉二世复辟，自由主义者虽然反对复辟帝制，但各种反布尔什维克势力暂时联合，组成白军与苏维埃政权对抗，俄国内战随即爆发。

## 名称
伟大的十月社会主义革命（羅馬化：Velikaya Oktyabr'skaya sotsialisticheskaya revolyutsiya）是1927年十月革命10周年庆典之后的苏联官方称呼。但起初，此事被称作十月政变（Октябрьский переворот）或“25日起义”，在列宁著作集中可见。在俄语中，的含义与“革命”类似，还意味着“剧变”或者“推翻”，所以“政变”不一定是正确的翻译。随着时间推移，十月革命（Октябрьская революция）一词开始被人使用。這個十月是指1917年11月，當時俄國用「俄曆」，相當於公元的十月，因此史稱「十月革命」。此外还有紅色十月、十月起義、列寧革命、彼得格勒武装起义或布尔什维克革命等称呼。

## 背景
武裝鬥爭可溯源至1905年莫斯科起義這一失敗起義，總體來說這是1917年俄國革命能夠成功的關鍵事件。 
一战中，俄罗斯皇帝尼古拉二世以保护塞爾維亞王國的名义与奥匈帝国和德意志帝国作战；随着战场失利和国内经济崩溃，以自由派、帝国军官和贵族为主体发动二月革命推翻了皇帝专制，尼古拉二世退位，罗曼诺夫王朝实质灭亡。随后建立了临时政府，但这并没有改善士兵和城市工人的处境，没有满足俄国人民对于“和平、面包和土地”的需求 ，临时政府未能得到旧贵族和平民的广泛承认，并且不顾国内的厌战情绪，向协约国承诺继续参加一战，并再次被德、奧击败。
二月革命虽然推翻了俄国皇帝尼古拉二世，俄国临时政府取而代之，然而新政府权力不集中，事实上形成了双重权力体系。
临时政府继续参加第一次世界大战，造成民心不稳，全国性危机影响了社会、经济和政治关系。工业及交通的混乱加剧，物资供应的难度也在增加。

## 起义前夕

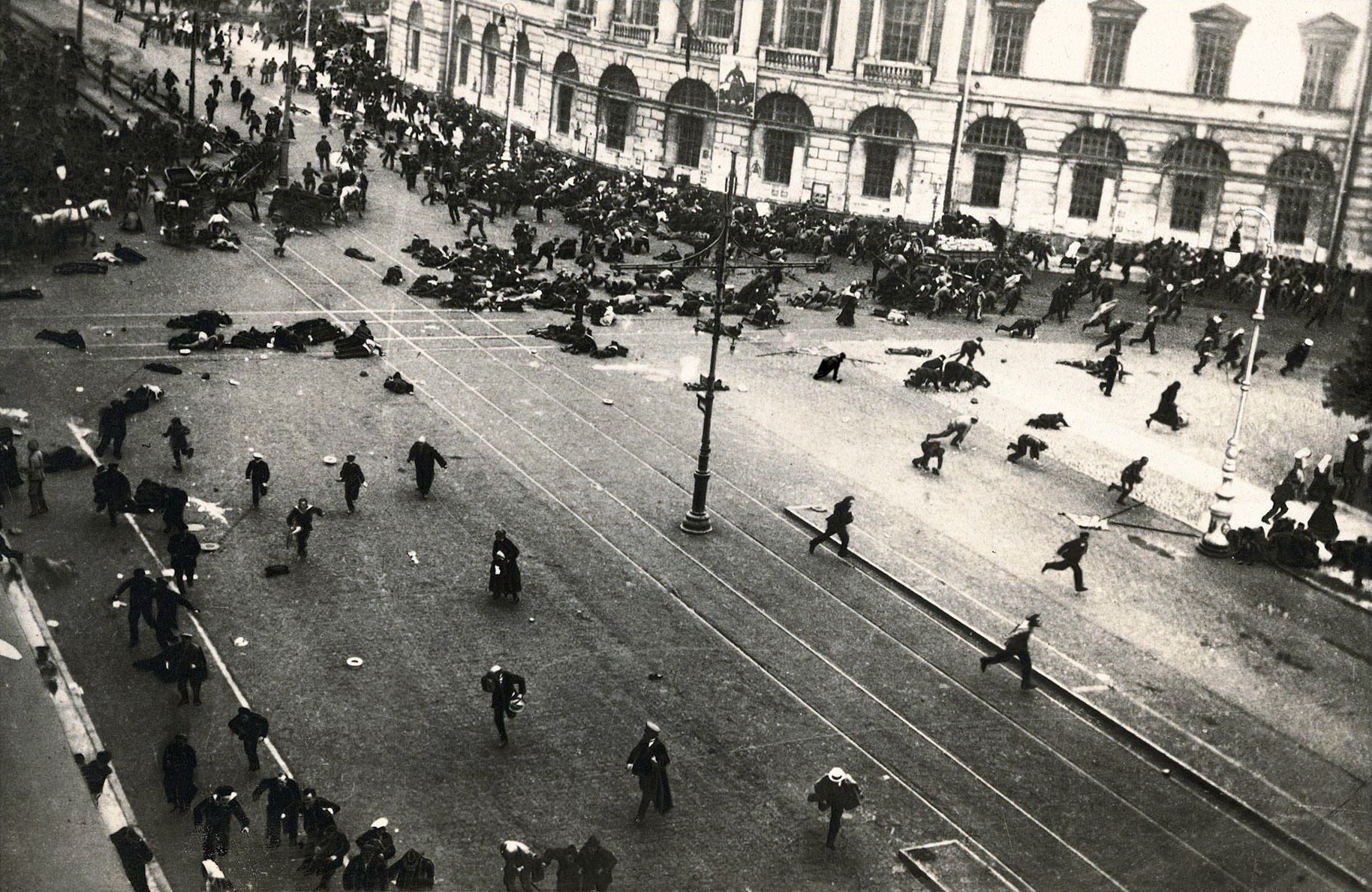
七月危机中，军队向街头抗议者开枪。

在5月1日的通牒中，外交部长帕维尔·米留科夫表示临时政府希望通过继续进行战争来打败同盟国，引发广泛争议。5月1至4日彼得格勒大约十万名工人和士兵，以及来自其他城市的工人和士兵，在布尔什维克领导下，以“结束战争”“一切权力归苏维埃”口号进行示威游行，大规模示威造成临时政府更加难以应对。7月1日出现更多示威游行，约五十万名工人和士兵在彼得格勒抗议，要求“一切权力归苏维埃”“结束战争”“打倒十位资本家部长”等。
由于临时政府发动的攻势对抗同盟国但迅速溃败。前线战败的新闻加剧了工人和士兵的抗议，7月16日彼得格勒工人和士兵开始要求政府将权力移交给苏维埃。俄国社会民主工党中央委员会对自发性的抗议给予领导。7月17日，又有超过五十万人参加了彼得格勒的和平抗议，人称七月危机。临时政府在俄国社会革命党——孟什维克党领导人的指挥下，镇压抗议者造成数百人死亡。
此外，7月5日至6日布尔什维克党报《真理报》编辑部和印刷车间，以及布尔什维克中央委员会及彼得格勒委员会驻地科谢辛斯卡亚宫被政府突查。7月7日临时政府发布对列宁的通缉令，列宁被迫转入地下并逃往国外。大批布尔什维克党员被捕，工人被裁员，彼得格勒的叛变部队被解散或者发配至前线。
7月12日临时政府颁布法律实行死刑，开始组建第二届联合政府，拉夫尔·科尔尼洛夫将军7月18日任军队总司令，克伦斯基被任命为政府主席，24日联合政府宣布成立。
1917年的工业生产总值比1916年水平下降超过36%。同年秋季乌拉尔山、顿巴斯等工业中心有近一半企业倒闭，导致大规模结构性失业，工资水平停滞的同时生活支出明显上涨。工人的实际工资跟1913年水平相比缩水近一半。1917年10月俄国国债上涨到了5000万卢布。由此，政府产生了超过1100万卢布的外债，国家面临财政破产的威胁。
为响应布尔什维克的呼吁，莫斯科有约400,000工人开始抗议。莫斯科的工人受到基辅、哈尔科夫、下诺夫哥罗德、叶卡捷琳堡及其他城市铁路工人的抗议的支持。科尔尼洛夫事件中，科尔尼洛夫率领亚历山大·克雷莫夫的军队在克伦斯基的许可下向彼得格勒进发。尽管详细情况仍然不明，克伦斯基对政变的可能性感到恐惧，并撤销了军令（相比之下，历史学家理查德·派普斯指出所有情节都是克伦斯基导致的）。
8月27日，在先前关于怎样恢复俄国秩序的观点上，克伦斯基政府与科尔尼洛夫观点相悖，政府将很少的部队分配前线，却向彼得格勒出兵，克伦斯基不得不向彼得格勒求助。布尔什维克、孟什维克和社会革命党员面对军队并说服他们放弃。布尔什维克对铁路和电报工人的影响力也在阻止进军过程中发挥了至关重要的作用。虽然事件结束了，然而右翼势微，左翼壮大起来。科尔尼洛夫失败后，布尔什维克党在苏维埃的支持度显著提高，中央和地方苏维埃开始大量融入布尔什维克党人。
8月31日的彼得格勒工人与士兵代表苏维埃及9月5日的莫斯科工人代表苏维埃开始决定夺权。布尔什维克赢得了布良斯克、萨马拉、萨拉托夫、察里津、明斯克、基辅、塔什干及其他城市苏维埃的主要权力。
1917年9月到10月，莫斯科和彼得格勒工人、顿巴斯的矿工、乌拉尔的冶金工人、巴库的石油工人、中央工业区的纺织工以及44条不同铁路线的工人开始发动罢工。仅这几个月，就有超过一百万名工人参加了大规模罢工。工人绕过政府自主生产分配，并策划社会革命。
1917年10月有四千多农民开始反抗地主，而临时政府下达的惩罚命令加速激怒了农民。彼得格勒、莫斯科和其他城市的卫戍部队，北部和西部前线，以及波羅的海艦隊水兵也在9月公开宣布通过他们选举出来的代表机构波罗的海舰队中央委员会，不再承认临时政府的权威，不再执行任何军令。

## 矛盾爆发

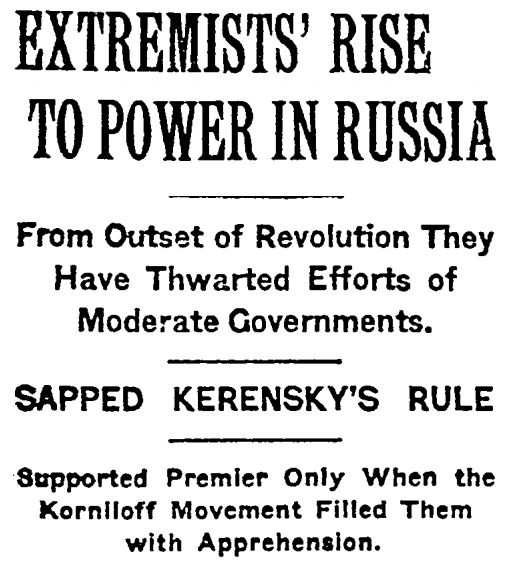
1917年11月9日《纽约时报》头条

革命者批评临时政府及其行动，于是城市工人开始组建委员会，以“代表会议”（俄语称「苏维埃」）决定地方的政策；同时“多数派”（俄语称「布尔什维克」）利用他们在彼得格勒苏维埃中的影响力组建武装力量赤卫队。随后布尔什维克武装在军事革命委员会指挥下于儒略历1917年10月24日接管政府，翌日攻克临时政府所在地冬宫，随即声称建立世界上第一个社会主义的国家俄罗斯苏维埃社会主义共和国，施行“代表会议制”即「苏维埃」。发生于彼得格勒的十月革命推翻了临时政府，布尔什维克占多数的俄国社会民主工党获得行政权力。
1917年11月俄国内战爆发，后协约国武装干涉俄国内战，参与的13国包括中华民国北洋政府站在临时政府一边，但并未过多卷入战事。
白军军事权利最初掌握在社会革命党人手中，后旧帝国贵族军官亞歷山大·高爾察克于1918年11月18日发动政变，成为该政权领袖，自称最高领袖，自行晋升军衔为海军上将，驱逐了内阁中的社会革命党人，建立临时全俄罗斯政府，自任全俄海陆军队总司令，成为得到国际普遍承认的俄罗斯的“合法”领袖。
1918年7月17日尼古拉二世家族被“全俄肃清反革命及怠工非常委员会”秘密处决。1920年2月7日高尔察克战败被处决，内战持续到1923年才名义上结束。最终布尔什维克取得胜利，并于1922年将各四个“苏维埃加盟共和国”联合，建立“苏维埃社会主义共和国联盟”即苏联。
十月革命是经列宁领导下的布尔什维克派领导的武装起义，建立了人类历史上第二个无产阶级政权──苏维埃政权和由马克思主义政党领导的第一个社会主义国家。革命推翻了资产阶级俄国临时政府，為1918至1920年的俄国内战和1922年苏联成立奠定了基礎。而有学者认为，当时俄国旧贵族和资本家在推翻尼古拉二世后没有明确的纲领，未积极参与临时政府，临时政府实质上是由俄国社会革命党和孟什维克派等社会主义者为主要成员的政府，而并非“资产阶级政府”；“阿芙乐尔号巡洋舰”也并未发生激烈的武装冲突。
在后来苏联和中华人民共和国等社会主义国家的宣传中，十月革命是先后推翻了以克伦斯基为首的俄国临时政府，和以高尔察克为首的临时全俄罗斯政府，两者使用同样的三色旗（今俄罗斯国旗），政治军事理念方面虽有不同，也有诸多共通之处。

## 过程

### 计划
1917年10月23日［儒略曆10月10日］，布尔什维克中央委员会投票表决以10-2通过决定称“武装起义是不可避免的，而且时机已经成熟”。
布尔什维克在彼得格勒苏维埃建立革命军事委员会，由苏维埃领导人托洛茨基领导。委员会包含了武装起来的工人、水手和士兵，而且保证支持或中立议会大楼的驻军。委员会计划有条不紊地夺取首都的战略位置，几乎没有隐瞒他们的准备工作：临时政府总理克伦斯基本身对他们感到恐惧，而且加米涅夫和季诺维也夫透露出来的细节被刊登在报纸上。

### 起兵
1917年11月7日［儒略曆10月25日］，布尔什维克在俄国首都彼得格勒（今圣彼得堡）发动起义，推翻克伦斯基临时政府。正巧亲布尔什维克舰队的5艘主力驱逐舰及其船员驶入圣彼得堡港湾。在喀琅施塔得，水手们也宣布响应布尔什维克起义。清晨，革命军事委员会计划从斯莫尔尼宫高度的防备和封锁的中心进攻或占领最后的地点。赤卫队有组织地占领了主要的政府机构、关键的通讯设施、军事设施，并在轻微反抗下占领有利地形。彼得格勒驻军和市里多数军队加入起义反抗临时政府。
克伦斯基和临时政府完全无法做出有效的抵抗。铁路和火车站一日之内被苏维埃工人和士兵控制，阻断了临时政府离开彼得格勒的线路。临时政府也无法得到任何能用的车辆。起义那天早晨，克伦斯基绝望地寻求掌控城外他希望能对临时政府关系好的军队的方式，并且最终从美国大使馆借到了一辆雷诺车，与一辆皮尔斯雅乐车一起开出冬宫。克伦斯基得以逃脱卫兵的监视并面见前来的士兵。
克伦斯基离开彼得格勒的时候，列宁草拟了布告《告俄国公民书》宣布临时政府被革命军事委员会推翻。布告通过电报向全俄传播，即使亲苏维埃士兵还在夺取城中的重要地点的控制。列宁的其中一个目的是为了给下午召集的苏维埃代表大会成员呈现即成事实，并由此阻止夺权的明智与合法性的进一步争论。

### 进攻冬宫
起义没有流血，最后攻占了3,000军校生、军官、哥萨克和女兵勉强防守的冬宫。进攻推迟了一整天，因为找不到能打的大炮，而且布尔什维克担心起义时候的暴乱会很快平息。下午6:15分，大批炮兵学员放弃了冬宫，带走了大炮。晚上8:00，200名哥萨克也离开冬宫并返回营地。在冬宫里的临时政府内阁在争论该怎么采取措施的时候，布尔什维克发出最后通牒要求投降。工人和士兵占领了最后一个电报站，切断了与城外忠于临时政府的军队的联系。晚上，起义者包围了冬宫，而且其中许多人渗透进来。苏联官方和历史学家倾向于以史诗般的术语描述这个事件。 

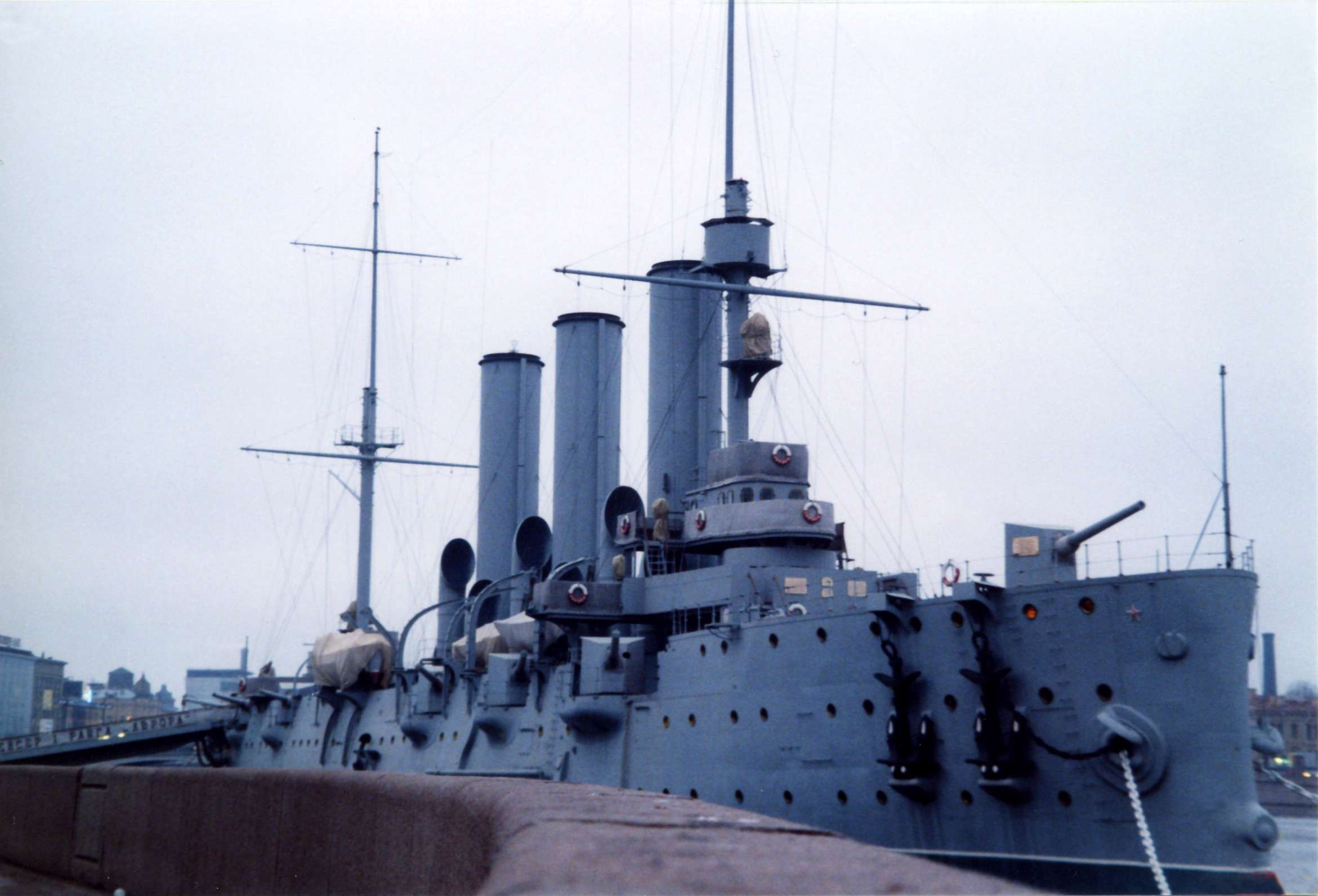
阿芙乐尔巡洋舰

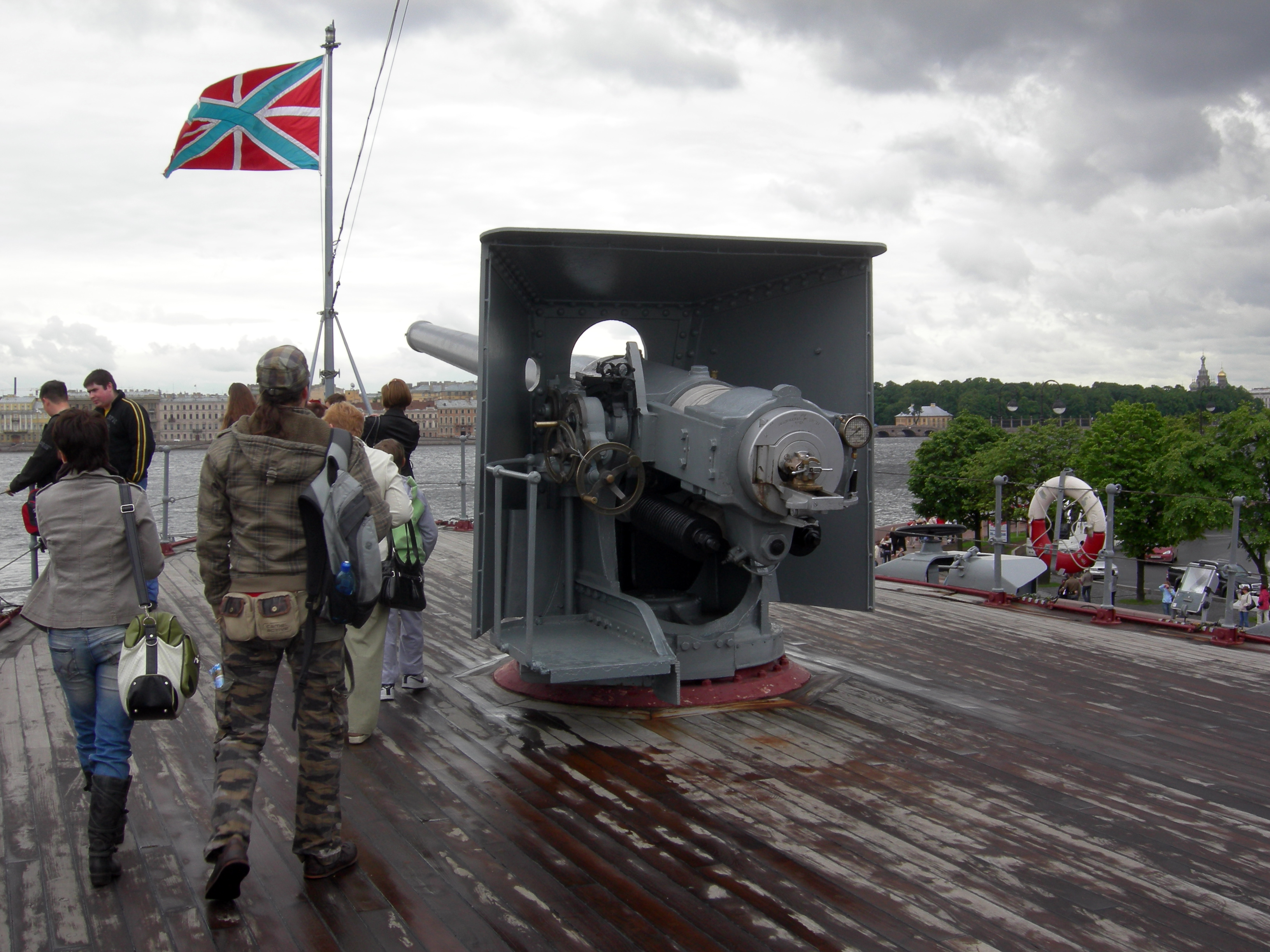
阿芙乐尔巡洋舰上一名支持布爾什維克的廚師开火用的前炮

晚上9:45分，阿芙乐尔巡洋舰从港口放出空炮。1917年11月8日［儒略曆10月26日］凌晨2:00布尔什维克强行闯入冬宫，经过宫内零星的枪战后，临时政府内阁投降。

### 苏联宣传
后来苏联官方对革命的论点描述这起事件比事实上发生的更具戏剧性。这是由历史重演所帮助，命名为《冬宫风暴》，在1920年上演。该剧被100,000人观看，给后来的官方影片提供了模型，上演了冬宫的巨大风暴和激战（参见谢尔盖·艾森斯坦的《十月：震撼世界的十天》）。实际上布尔什维克起义遭遇了少数或者没有抵抗。暴动被指定时间并组织起来以给10月25日召开的第二次全俄苏维埃代表大会交付国家权力。一天的革命过后18人被捕并有2人被杀。
苏联政府档案显示列宁从斯莫尔尼宫发出的布尔什维克行动指引指示在第一夜的凌晨占领彼得格勒所有重要的权力中心而不是开火。这像卫兵换岗一样完成的十分有效。占领冬宫更具戏剧性，包括1917年11月8日［儒略曆10月26日］凌晨2:10分赤卫队掀起的风暴。哥萨克在赤卫队出击时撤离，军校生和140名妇女营志愿者投降而非40,000人的军队顽强抵抗。阿芙乐尔舰被调用向冬宫发射空炮作为攻击临时政府的信号。冬宫的陷落不是因为英勇的行动或者军事性的围堵，却是因为后门是开着的，使赤卫队得以进入。一小群人闯入并迷失在又黑又深的内部，并且最终意外地在皇家早餐室里面遇见克伦斯基临时政府其余的官员。无知的革命者强行逮捕他们来开出他们自己的逮捕令。临时政府成员在部长接受事实并投降并被正式废除以后被捕并关进彼得保罗要塞。
后来“冬宫守卫”的故事和史诗般的“冬宫风暴”随后作为布尔什维克宣传人员的政治宣传作品而出现。描绘“妇女营”的浮夸的绘画和出自谢尔盖·艾森斯坦的描绘发生在彼得格勒的十月革命的“政治正确”版本的电影的剧照后来被当作事实。
随着彼得格勒苏维埃掌控了政府、军队和无产阶级，当日召开第二次全俄苏维埃代表大会，同时托洛茨基从议会上解散对立的孟什维克和社会革命党。

### 德宾科回忆录
一些来源主张波罗的海舰队中央委员会的帕夫罗·德宾科在起义中发挥了重要的作用。据称10艘军舰载着上万名波罗的海方面军进城事实上是占领彼得格勒并推翻临时政府的主力。同样的水手武力解散了选举出来的俄国议会，并向抗议示威者开火。约100人被杀、数百人受伤。德宾科在回忆录里以“朝天开了几枪”暗示这个事件。后来，占领冬宫后的一个小时内，德宾科自行闯入司法部并销毁了有关德国资助布尔什维克的档案。这些被多个来源所争论，像Louise Bryant声称当时西方的新闻渠道报道那些不幸的死亡发生在莫斯科而不是彼得格勒，而且死亡人数比上述的小。由“朝天开了几枪”来看，仅有少数证据得以反驳。萨夫申科所回忆的德宾科闯入司法部销毁档案的行动也受到挑战。据报道，德宾科是在赫尔辛基组织水手向彼得格勒进发。在一书中，无线电报员马卡罗夫给德宾科发送电报，含有格里戈里·鲍里索夫的报告：“致委员会。彼得格勒一切平静，权力掌握在革命委员会之手。你要立刻加入北路军前线委员会以保证军队的团结与稳定。”

## 苏维埃权力传播的時間軸（格里历）
- 1917年11月5日：塔林
- 1917年11月7日：彼得格勒、明斯克、诺夫哥罗德、伊万诺沃-沃兹涅先斯克和塔尔图
- 1917年11月8日：乌法、喀山、叶卡捷琳堡和纳尔瓦；（在基辅失败）
- 1917年11月9日：维捷布斯克、雅罗斯拉夫尔、萨拉托夫、萨马拉和伊热夫斯克
- 1917年11月10日：罗斯托夫、特维尔和下诺夫哥罗德
- 1917年11月12日：沃罗涅日、斯摩棱斯克和戈梅利
- 1917年11月13日：坦波夫
- 1917年11月14日：奥廖尔和比尔姆
- 1917年11月15日：普斯科夫、莫斯科和巴库
- 1917年11月27日：察里津
- 1917年12月1日：莫吉廖夫
- 1917年12月8日：维亚特卡
- 1917年12月10日：基什尼奥夫
- 1917年12月11日：卡卢加
- 1917年12月14日：新罗西斯克
- 1917年12月15日：科斯特罗马
- 1917年12月20日：图拉
- 1917年12月24日：哈尔科夫（穆拉维约夫赤卫队武装入侵乌克兰，建立苏维埃乌克兰并在该地区战斗）
- 1917年12月29日：塞瓦斯托波尔（红军武装入侵克里米亚，建立陶里达苏维埃共和国）
- 1918年1月4日：奔萨
- 1918年1月11日：叶卡捷琳诺斯拉夫
- 1918年1月17日：彼得罗扎沃茨克
- 1918年1月19日：波尔塔瓦
- 1918年1月22日：日托米尔
- 1918年1月26日：辛菲罗波尔
- 1918年1月27日：尼古拉耶夫
- 1918年1月28日：赫尔辛基（赤卫队推翻元老院，芬兰内战开始）
- 1918年1月29日：（基辅再次失败）
- 1918年1月31日：敖德萨和奥伦堡（建立敖德萨苏维埃共和国）
- 1918年2月7日：阿斯特拉罕
- 1918年2月8日：基辅和沃洛格达（打败乌克兰政府）
- 1918年2月17日：阿尔汉格尔斯克
- 1918年2月25日：新切尔卡斯克

## 事后

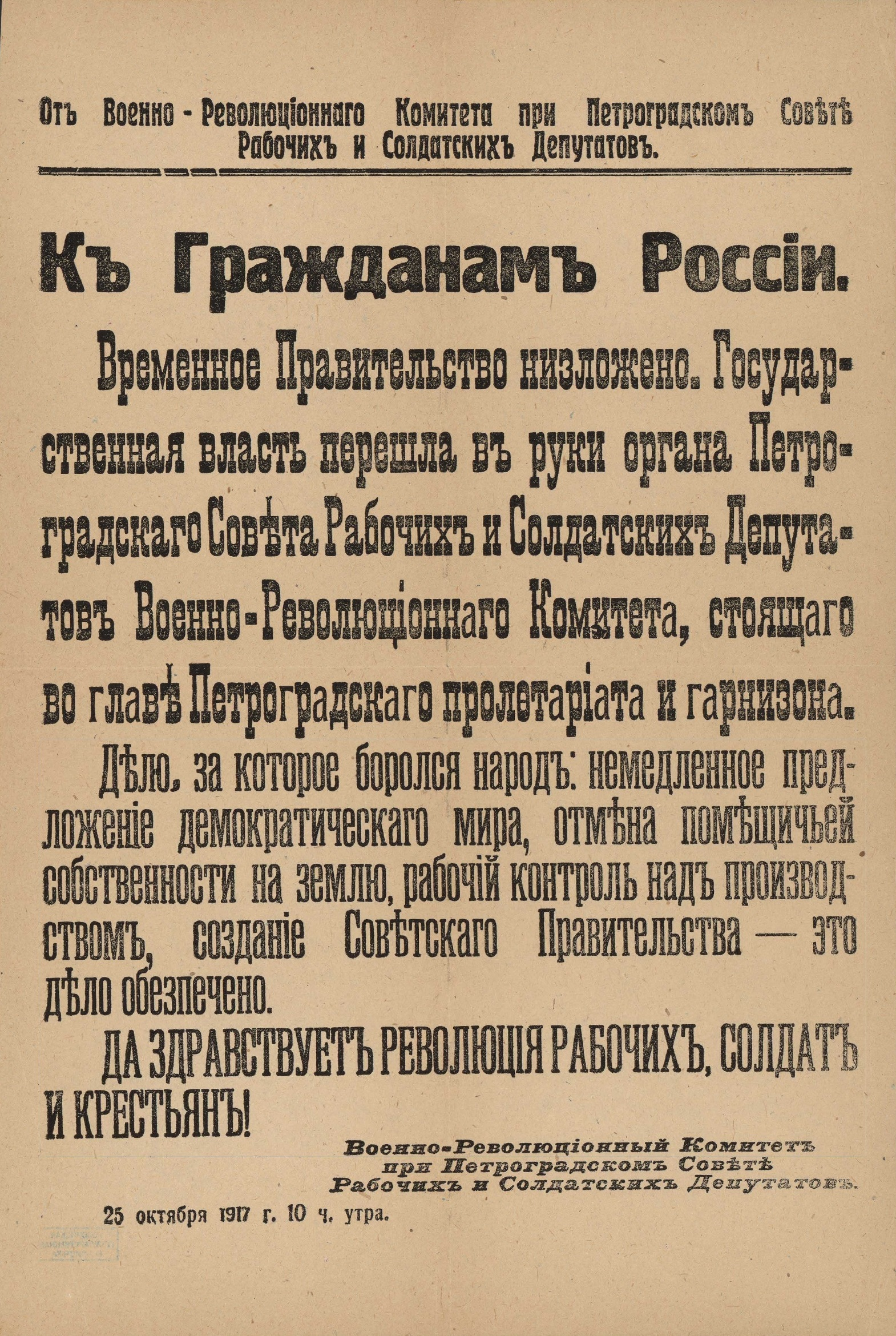
彼得格勒军事革命委员会宣布撤销俄国临时政府的布告

10月25日与起义发生的同时，布尔什维克单方面召开第二次全俄苏维埃大会，通过了向工农与士兵代表苏维埃移交权力的法令，通过了列宁起草的《和平法令》和《土地法令》。《和平法令》强烈谴责帝国主义的战争罪行，建议一切交战国立即停战谈判，签订公正民主的和约，实现不割地不赔款的和平；反对兼并和侵略别国领土，指出凡把一个弱小民族并入一个强大国家而没有得到这个民族明确而自愿的表示，都是兼并或侵占别国领土的行为；主张废除秘密外交，宣布无条件地废止俄国地主、资产阶级政府从1917年2月到10月所缔结的全部秘密条约；向英、法、德三国工人呼吁，号召他们把和平事业以及使被剥削劳动群众摆脱一切奴役和一切剥削的事业有成效地进行到底。《土地法令》宣布废除土地私有制，实行土地国有；无偿没收地主、皇室、寺院、教会的土地，连同耕畜、农具、庄园建筑和一切附属物，一律交给乡土地委员会和县农民代表苏维埃支配；实行土地平均分配，根据各地条件，按劳动定额或消费定额把土地分配给劳动者。大会成立了全俄中央执行委员会，由101人组成，其中布尔什维克62名，左派社会革命党人29名，社会民主工党——国际主义者6名，其他党派4名。大会成立了人民委员会，列宁当选为人民委员会主席。这届政府全由布尔什维克组成。虽然农民普遍反对他们，但布尔什维克把他们自己视为工农联盟的代表，并以锤子与镰刀作为新的国家象征。

### 选举结果
立宪会议选举按期于11月12-15日进行，经过4170万选民的投票，25日大致的得票结果：布尔什维克获得23.9%的选票，在703个席位中，只获得163席，远远低于社会革命党所获40%的选票。到了1918年年初，立宪会议召开前最终结果揭晓为：在总共707个席位中，布尔什维克得到175席，占24.7%，只略高于最初结果。而社会革命党得到410席（其中左派社会革命党占40席），达到了60%；孟什维克16席，宪政民主党17席，各民族政党86席，其余几个席位属于几个小组织。布尔什维克在掌权的情况下仍以败选告终，只得到不足四分之一的议席，即使加上与布尔什维克结盟的左派社会革命党，列宁方面也只占有30%的议席，而社会革命党即使不算它的左派，仅其主流派就占有370席，已经明显过半。

### 一月剧变
立宪会议最终于1918年1月5日召开。但立宪会议拒绝通过第二次全俄苏维埃大会单方面提出的废除土地私有制，矿藏、工厂收归国有等条款，与布尔什维克废除资本主义所有制，建立社会主义公有制的目的不符，被斥为反革命。早已准备充分的列宁政府当天在彼得格勒戒严，并调集忠于布尔什维克的军队进入首都，强行解散了立宪会议。布尔什维克违反宪政规则的行为激起了民众强烈的不满，当日就出现了抗议解散立宪会议的工人游行示威，而布尔什维克军人却向和平的游行队伍开枪射击。同日孟什维克、社会革命党等反对派联合发表传单，谴责布尔什维克背叛工人阶级，并称其统治为“皇帝专制”。而向来支持布尔什维克的左派作家马克西姆·高尔基，愤然写下《1月9日与1月5日》一文，指责布尔什维克“来复枪驱散了近百年来俄国最优秀分子为之奋斗的梦想”。当月，布尔什维克开始进攻乌克兰，22日乌克兰中央拉达宣布乌克兰完全独立。

### 契卡与红军的建立
1917年12月20日，苏俄政府建立了全俄肃反委员会（简称契卡）。旨在以恐怖手段消灭国内的“反革命势力”。1918年1月15日，苏俄政府颁布了建立脱离军队国家化、完全由布党领导的红军的法令。托洛茨基曾直言不讳地说：“红军的组织原则与皇帝军队的组织原则是非常相似的”。

### 其他措施
- 全俄所有银行被国有化。
- 私人的銀行帳戶被没收。
- 教会的财产（包括银行账户）被收走。
- 除了德意志帝国，其他国家的外债被拒绝偿还。
- 工厂的所有权、控制权移交给苏维埃。
- 工资被定在比战争时期更高的比率，引入八小时工作制。
- 为了让农民在内战中不至于激烈反抗、彻底倒向立宪会议，土地国有化政策被策略性的暂停，并延迟到20年代才开始实行。

### 俄国内战
立宪会议被解散后，投票给社会革命党的农民强烈反对布尔什维克没收土地的政策，企业主也无法容忍布尔什维克把工厂、矿藏收归国有。而后1918年3月6日，苏维埃政府与德意志帝国签订《布列斯特-立陶夫斯克条约》宣布退出一战并和德意志帝国停战，俄罗斯因此条约丧失了大片国土，此举又激怒了国内的民族主义者们，俄国内战局势已无法避免。《布列斯特-立陶夫斯克条约》签订后，各地的小规模叛乱很快蔓延升级，1918年5月捷克斯洛伐克战俘叛乱。各反对派打出维护立宪会议的旗号反对布尔什维克，先后在伏尔加河流域的萨马拉、乌法等地形成很大势力，在格鲁吉亚等地还建立了孟什维克领导的民主共和国。右翼民族主义势力起而效尤：1918年4月乌克兰哥萨克首领斯科罗帕茨基发动政变推翻了二月革命后出现的乌克兰议会（中央拉达），12月初白軍高尔察克驱散了从伏尔加河迁移到鄂木斯克的立宪议会委员代表大会。外国势力也随即卷入其中。内战期间大量少数民族、贫困军人加入红军一方，同白军进行了长达4年的内战。后由布爾什維克政权取得胜利。

## 影响
列寧承諾宣稱會在革命後為人民帶來和平，十月革命後，俄国退出第一次世界大战，並和德意志帝國、奧匈帝國、保加利亞王國和鄂圖曼帝國簽訂《布列斯特-立陶夫斯克條約》，承認條約中德意志帝國、奧匈帝國在1918年2月發動十一天戰爭後在東歐建立的库尔兰和瑟米利亚公国、立陶宛王国、白俄罗斯人民共和国和乌克兰国等親德衛星國家。而鄂圖曼土耳其也趁機佔領南高加索的亞塞拜然、喬治亞和亞美尼亞。皇帝尼古拉二世在此次革命後被槍決。革命引起西方社會極度的惶恐，並支持俄國的對抗勢力，希望扼殺革命，從而引發戰爭，托洛斯基說蘇維埃的權力是由內戰建立的，事實上蘇維埃的權力是在內戰後才建立起來的。
十月革命的共產主义运动使人类历史上首次出現宣称实现“无产阶级领导”的社会主义国家。此次革命促使马克思列宁主义的起家，也影響著往後世界的自由發展，共產主义的起頭對资本主义世界給予極大的衝擊。有人认为此革命曲解马克思主义。
十月革命是二十世纪国际共产主义运动的始因，它触发各国社会主义运动在全球范围的扩张，此后许多殖民地或半殖民地在共產革命號召的解放運動下也因此獲得援助。苏联为首的社会主义国家与西方资本主义国家的对抗长达大半个世纪，直至冷战结束，苏联解体。
十月革命第一次建立社会主义制度的国家，也被认为是无产阶级第一次掌握政权，確是人类历史上一次重大的变革。十月革命也对其他国家的武装革命（如中国）产生深遠影响，1917年11月7日，“十月革命”爆發當天，劉鏡人在致北京政府外交部的電報中說：“近俄內爭益烈，廣義派勢力益張，要求操政權，主和議，並以暴動相挾制。政府力弱，鎮壓為難，恐變在旦夕。”隨著蘇俄十月革命對中國影響的擴大，《新青年》開始宣傳馬克思主義。中国共產黨的领袖毛泽东曾经评价：“十月革命一声炮响，为我们送来马克思主义。”“中國無產階級的先鋒隊，在十月革命後學習馬克思主義，建立中國共產黨。”

## 史学界观点
史学研究中的少数事件受到了十月革命那样的政治因素的影响。十月革命的歷史學观点通常分成三个阵营：苏联马克思主义观点、西方极权主义观点及修正主义观点。

### 苏联历史学界
苏联对十月革命的史学观点与苏联史学的发展相联系。许多苏联国内的十月革命人物都是布尔什维克革命者。革命叙事的初次浪潮之后，苏联史学家在苏联政府定义的“狭隘的指导”下工作。解读的严格程度可能达到了约瑟夫·斯大林时期的高度。
苏联历史学界的十月革命解释为建立在正统的马克思主义意识形态上的革命，而且是布尔什维克领导的。为建立马克思主义意识形态的准确性，苏联史学家通常描述这场革命起于阶级斗争。他们维持着这场革命是顺应历史规律的世界史上重大事件的观点。布尔什维克党被视为是革命的中心，暴露了温和的临时政府及彼得格勒苏维埃中虚伪的“社会主义”孟什维克的缺点。在弗拉基米尔·列宁的领导和他牢牢把握的马克思理论的指导下，布尔什维克党领导了“逻辑上注定”的十月革命的事件。根据这些史学观点，这些事件在逻辑上是注定的，因为俄国社会经济的发展，垄断资本主义工业脱离了群众。按这个观点，布尔什维克党在组织被疏远的工人方面起了领导作用，而且因此建立了第一个社会主义国家。
即使苏联史学的十月革命观点直到1991年仍保持相对稳定，仍做了一些改动。斯大林死后，爱德华·布尔贾洛夫和帕维尔·沃罗布也夫这些历史学家发表的历史研究明显偏离了党的布尔什维克的胜利“是俄国社会经济的发展所必然”的简明教义的准绳。这些历史学家组成了“新方向小组”，假设十月革命复杂的性质“可能仅仅通过多种因素的分析解释，而不是通过追寻垄断资本主义的单纯因素解释”。对于他们来说，布尔什维克党仍是革命的中心，但这个党的胜利是“因为仅有可能解决了该国面临着的‘一般性的民主’任务的优势”（如争取和平、地主的剥削等）。
苏联晚期，随着公开化开放的苏联档案引起了一些脱离马克思列宁主义面貌的革新性的研究，即使正统的苏联观点的关键特征仍未触动。

### 西方历史学界
这些西方史学家表示这场革命是一系列偶然事件的结果。这些促成革命的意外的和条件性的因素的例举包括第一次世界大战的时间、机遇和皇帝尼古拉二世的错误领导以及自由主义及温和的社会主义者。

### 苏联解体影响下的历史研究
苏联解体对十月革命的研究产生了影响。1991年起，越来越多的对大量苏联档案材料的接触使得重新审视十月革命成为可能。尽管西方和俄罗斯史学家现在都接触到许多这些档案，苏联解体的影响在前苏联历史学家的著作中最为明显。在苏联解体帮助巩固西方和修正主义的观点的时候，前苏联的俄罗斯历史学家大部分否定了前苏联对这场革命的历史解释。也就是说，已建立的十月革命的苏联观点受到了挑战，而且因此“俄罗斯历史学家的观点更接近于西方同行的观点”。据斯蒂芬·考特金的论点，1991年推动了“还原政治史及极权主义的明显再现，以不同的方式解读那个观点……修正主义者试图埋葬的”。也就是说，1991年后，经过一些“持续性研究”中的历史学家的重现，这一观点有从十月革命的组织结构到斯大林的古拉格的一个简单的、自然的演进。

## 遗产
“红十月”（Красный Октябрь，Krasnyy Oktyabrʹ）也被用来描述这个事件。这个名字也被借用给一家由于斯大林格勒战役出名的钢铁厂，莫斯科糖果厂以及虚构的苏联潜艇。
谢尔盖·艾森斯坦的电影《十月：震撼世界的十天》描写并美化革命并用来纪念该事件。
米哈伊尔·伊里奇·罗姆1937年在斯大林的指示下拍摄了电影《列宁在十月》，此剧为苏联著名的政治宣传电影，讲述的是列宁在十月革命期间的活动事迹，约瑟夫·斯大林在剧中扮演的角色比实际历史上更为杰出。斯大林死后，斯大林的镜头被从电影中剪去，于1958年重新发行。
十月革命的纪念日11月7日从1918年成为苏联国庆日并仍然是白俄罗斯、吉尔吉斯斯坦和德涅斯特河沿岸分裂地区的公众假日。
1917年十月革命还标志着俄国第一个共产主义政府，乃至世界历史上第一个社会主义国家的开端。此后俄国成为俄罗斯苏维埃联邦社会主义共和国并在后来成为苏联的一部分，直到1991年解体。此后，1919年欧洲相继建立了维持时间很短的巴伐利亚苏维埃共和国、匈牙利苏维埃共和国。
在1917年十月革命的影响下，中国的马克思主义者建立了各类共产党组织；传播了共产主义和马克思主义的意識形態思想。中國共產黨在蘇聯的支持下，在中國大陸建立各蘇區，並于1931年11月7日正式成立了中華蘇維埃共和國；由此开始了中共工農武裝割據革命形式的开始。也是今日中華人民共和國誕生前中国共产党的一次政权组织尝试。

### 地名
前苏联和俄罗斯有许多地方以“红色十月”命名以纪念十月革命，如下諾夫哥羅德州的紅十月區等。

### 引用
1. ↑  . 麥上行《有彈有讚》 (《快報》). 1993-10-09.
2. ↑  列宁. 中共中央编译局 , 编. . 北京: 人民出版社. 2014-08: 160–167,269–271,341–345,380–388.
3. ↑  . 北京市: 人民教育出版社. 2021: 902021-12 [2019]. ISBN 9787107341540.
4. ↑  Richard Pipes. . Knopf Doubleday. 1990: 407  [2020-10-02]. （原始内容存档于2020-08-01）.
5. ↑  The Soviet Colossus: History and Aftermath. Michael Kort. p. 104
6. ↑  Michael C. Hickey. . ABC-CLIO. 2010: 559  [2020-10-02]. （原始内容存档于2020-08-18）.
7. ↑  Beckett, 2007. p. 526.
8. ↑  Pipes, 1997. p. 51. "There is no evidence of a Kornilov plot, but there is plenty of evidence of Kerensky's duplicity."
9. ↑  Service, 2005. p. 54.
10. ↑  David Mandel, The Petrograd workers and the seizure of soviet power, London, 1984
11. ↑  .   [2016-05-07]. （原始内容存档于2016-03-07）.
12. ↑  . Arte TV. 16 September 2007  [25 January 2016]. （原始内容存档于2016年2月1日）.
13. 1 2 3  Suny, Ronald. . Oxford University Press. 2011: 63-67  [25 January 2016].
14. 1 2 3 4 5 6  Rabinowitch, Alexander. . Pluto Press. 2004: 273–305.
15. 1 2  Beckett, p. 528.
16. ↑  Jonathan Schell, 2003. 'The Mass Minority in Action: France and Russia'. （页面存档备份，存于） In The Unconquerable World. London: Penguin, pp. 167–185.
17. ↑  Argumenty i Fakty newspaper
18. ↑  .   [2016-05-07]. （原始内容存档于2016-06-09）.
19. ↑  .   [2016-05-07]. （原始内容存档于2016-06-09）.
20. ↑  Louise Bryant, Six Red Months in Russia, pg 60-61
21. ↑  金雁：一月剧变：超过十月革命的大事件
22. ↑  毛澤東：《論人民民主專政》，1949年6月30日
23. ↑  Edward Acton, Critical Companion to the Russian Revolution, 1914–1921 (Bloomington: Indiana University Press, 1997), 5.
24. ↑  Acton, Critical Companion, 5-7.
25. ↑  Stephen Kotkin, “1991 and the Russian Revolution: Sources, Conceptual Categories, Analytical Frameworks,” The Journal of Modern History 70 (October 1998): 392.
26. 1 2 3  Acton, Critical Companion, 7.
27. ↑  Acton, Critical Companion, 8.
28. ↑  Alter Litvin, Writing History in Twentieth-Century Russia, (New York: Palgrave, 2001), 49-50.
29. ↑  Roger Markwick, Rewriting History in Soviet Russia: The Politics of Revisionist Historiography, (New York: Palgrave, 2001), 97.
30. ↑  Markwick, Rewriting History, 102.
31. ↑  Kotkin, “1991 and the Russian Revolution,” 385-86.
32. ↑  Litvin, Writing History, 47.
33. ↑  Litvin, Writing History, 47-48.
34. ↑  Kotkin, “1991 and the Russian Revolution,” 385.
35. ↑  Kevin Murphy, “Can we write the history of the Russian Revolution?,” http://www.isreview.org/issues/57/feat-russianrev.shtml （页面存档备份，存于） (May 2011).